# Bézu-Saint-Germain
Bézu-Saint-Germain è un comune francese di 858 abitanti situato nel dipartimento dell'Aisne della regione dell'Alta Francia.

## Società

### Evoluzione demografica
Abitanti censiti